# Карпина (деревня)
Карпина — деревня в Кудымкарском районе Пермского края. Входила в состав Ленинского сельского поселения. Располагается южнее от города Кудымкара. Расстояние до районного центра составляет 57 км. По данным Всероссийской переписи населения 2010 года, в деревне проживало 39 человек (17 мужчин и 22 женщины).

## История
По данным на 1 июля 1963 года, в деревне проживало 167 человек. Населённый пункт входил в состав Полвинского сельсовета.